# Mariana Florea
Mariana Florea (n. 29 august 1976) este o fostă atletă română, specializată în probe de 400 și 800 de metri.

## Carieră
Prima ei performanță notabilă a fost medalia de aur, obținută în 1991 la Festivalul Olimpic al Tineretului European de la Bruxelles la 800 m. În același an a participat la Campionatul European de Juniori de la Salonic, unde ștafeta României de 4×400 m (Georgeta Petrea, Laura Itcou, Mariana Florea, Maria Nedelcu) a obținut medalia de bronz. Anul următor, româncele (Georgeta Petrea, Mariana Florea, Ionela Tîrlea, Maria Nedelcu) au cucerit medalia de aur la Campionatul Mondial de Juniori de la Seul.
În anul 1993 sportiva a devenit pentru prima dată campioană națională la senioare, la 400 m. La Festivalul Olimpic al Tineretului European de la Valkenswaard a câștigat aurul la 400 m și medalia de argint la 4x100 m. Tot in 1993 a participat și la Campionatul European de Juniori, la San Sebastián, dar a fost descalificată după ce a fost depistată pozitiv la un control antidoping.
În 1998 ea a participat la Campionatul European de la Budapesta, unde ștafeta României de 4×400 m (Otilia Ruicu, Alina Rîpanu, Mariana Florea, Ionela Târlea) s-a clasat pe locul 4. În 2001 a căștigat ultimul titlu național, la 400 m cu garduri.

## Realizări
| An   | Competiție                                 | Locație               | Loc | Eveniment | Note    |
| ---- | ------------------------------------------ | --------------------- | --- | --------- | ------- |
| 1991 | Festivalul Olimpic al Tineretului European | Bruxelles, Belgia     | 1   | 800 m     | 2:08,33 |
| 1991 | Campionatul European de Juniori (sub 20)   | Salonic, Grecia       | 10  | 800 m     | 2:15,20 |
| 1991 | Campionatul European de Juniori (sub 20)   | Salonic, Grecia       | 3   | 4x400 m   | 3:38,45 |
| 1992 | Campionatul Mondial de Juniori (sub 20)    | Seul, Coreea de Sud   | 12  | 800 m     | 2:08,00 |
| 1992 | Campionatul Mondial de Juniori (sub 20)    | Seul, Coreea de Sud   | 1   | 4x400 m   | 3:31,57 |
| 1993 | Festivalul Olimpic al Tineretului European | Valkenswaard, Olanda  | 1   | 400 m     | 52,76   |
| 1993 | Festivalul Olimpic al Tineretului European | Valkenswaard, Olanda  | 2   | 4x100 m   | 46,99   |
| 1993 | Campionatul European de Juniori (sub 20)   | San Sebastián, Spania | –   | 400 m     | DS      |
| 1993 | Campionatul European de Juniori (sub 20)   | San Sebastián, Spania | –   | 4x400 m   | DS      |
| 1996 | Campionatul European                       | Budapesta, Ungaria    | 18  | 400 m     | 53,22   |
| 1996 | Campionatul European                       | Budapesta, Ungaria    | 4   | 4x400 m   | 3:27,24 |

## Recorduri personale
| Probă         | Performanță | Dată               | Locație   |
| ------------- | ----------- | ------------------ | --------- |
| 400 m         | 52,67       | 15 iunie 1993      | Budapesta |
| 800 m         | 2:08,00     | 17 septembrie 1992 | Seul      |
| 400 m garduri | 59,43       | 7 iulie 2001       | Trikala   |
| 4x400 m       | 3:27,24     | 23 august 1998     | Budapesta |